# マイク・オンウェヌ
マイケル・オンウェヌ（[oʊˈwɛnuː]）（ Michael Onwenu、1997年12月10日 - ）は、アメリカ合衆国ミシガン州デトロイト出身のアメリカンフットボール選手。ポジションはオフェンシブガード（OG）。NFLのニューイングランド・ペイトリオッツに所属している。
カレッジフットボールではミシガン大学でプレーをし、2020年のNFLドラフトで6巡目全体182位指名をされ、ペイトリオッツに入団した。

## 大学時代
キャス工科高校でプレーしていたオンウェヌは、ミシガン州の中でトップランクの新人であり、アラバマ大学、オハイオ州立大学などからのオファーがあったが、ミシガン大学に入学することを決めた。彼はフレッシュマンイヤーにオフェンシブラインとディフェンシブラインの両方でプレーした後、キャリアの残りの3年間を右ガードで過ごし、最後の2シーズンに先発出場し、オールビッグ・テン・カンファレンスのサードチームに選ばれた。

## プロキャリア
| 6 ft 2+5⁄8 in (190 cm)  | 344 lb (156 kg) | 34+3⁄8 in (87 cm) | 10+1⁄2 in (27 cm) | 26 回 |
| NFLコンバインでの測定値 |                 |                   |                   |       |

### ニューイングランド・ペイトリオッツ
オンウェヌは、2020年のNFLドラフトで6巡目全体182位指名をされ、ペイトリオッツに入団した。
ルーキーシーズンの早い段階で、チームのオフェンシブラインにけが人が続出したこともあり、オンウェヌはオフェンシブラインのあらゆるポジションでプレーした。オンウェヌはチャート6番目のオフェンシブラインマン/ジャンボタイトエンドとして、ライトタックルと両方のガードポジションで出場した。最初の2試合を控えのオフェンシブラインマンとして過ごした後、オンウェヌはレイダーズ戦で左ガードとしてキャリア初の先発メンバーとして出場した。彼は、ペイトリオッツが250ラッシングヤードを記録し、36-20で勝利するのに貢献した。ガードとタックルのポジションを行き来したにもかかわらず、オンウェヌはこの年のNFLで最高のオフェンシブ ラインマンの1人としてランク付けされ、非常に飛躍した年を過ごし、ペイトリオッツの16 試合すべてに先発出場した。
2024年3月11日、ペイトリオッツとの間で、3,800万ドルが保証された3年5,700万ドルの再契約に合意した。